# 戰爭與和平
《戰爭與和平》（羅馬化：Voyná i mir， [vɐjˈna i ˈmʲir]）是俄國作家列夫·托爾斯泰的一部长篇小说，講述歐洲拿破崙時期的俄羅斯所發生的事。早期版本的部分内容名为《1805 年》，于1865 年至 1867 年在《俄罗斯信使》上连载。小说全文后于 1869 年完整出版。它将虚构叙事与历史和哲学章节相融合，被认为是托尔斯泰最杰出的文学成就，至今仍是享誉国际的世界文学经典之一。
故事以1812年的俄國衛國戰爭为中心，通過記敍1805年至1820年的重大事件，包括奧斯特利茨戰役、博罗金诺战役、莫斯科大火、拿破仑溃退等。展示了当时俄国社会的风貌。
托尔斯泰认为，最好的俄罗斯文学不应被局限于标准，因此犹豫是否要将《战争与和平》归类，称它“不是小说，更不是诗歌，更不是历史编年史”。这部作品的许多片段，尤其是后面的章节，都是哲学讨论而非叙述。相比之下，他将《安娜·卡列尼娜》视为自己的第一部真正意义上的小说。

## 故事簡介
《戰爭與和平》擁有許許多多真實的人物，如拿破崙、亞歷山大一世，不过小说也塑造了虛構的人物。人物在第一卷與第二卷依序進入故事情節當中。小說的故事主軸與歷史背景關係十分密切，但重點主要放在三個貴族家庭：別祖霍夫（Bezukhovs）、保爾康斯基（Bolkonskys）以及羅斯托夫（Rostovs）在十九世紀初期於戰爭與生活中的體驗。
《戰爭與和平》還有一點突破傳統：雖然身為歷史小說，理應由記敍文組成，但是托爾斯泰從第二卷起慢慢塞入了一些專題性的議論文，以討論他對歷史、戰爭、權力等的看法。尾聲的第二部分甚至完全跳脫故事框架，一針見血地分析並道出了故事的主題。

### 第一卷
1805年7月，拿破崙征服了歐洲中西部的國家，法俄之間醞釀著可能的戰爭氣氛。然而在彼得堡上層的人們依舊過著貴族們安逸悠閒的生活，某個晚上達官貴人們都聚集在皇太后的女官兼寵臣安娜·帕夫羅芙娜·舍雷爾（Anna Pavlovna）舉辦的社交聚會上。赴宴中有官高位重的華西里公爵（Prince Vassily Kuragin）、他倍受矚目的美麗女兒海倫（Helene Kuragin）與高壯戴著眼鏡的年輕人皮埃爾（Pierre Bezukhov）。皮埃爾是莫斯科著名貴族別祖霍夫的私生子，由于與華西里公爵有著親屬關係，暫居於其住處。他在法國留學後到首都謀職。在宴會中他遇到了聰明又略為妒世的老朋友安德烈（Prince Andrei Bolkonsky）。安德烈是先朝的退職老總司令保爾康斯基的長子，與其有孕的妻子麗莎出席宴會。但安德烈在婚後對其妻子麗莎的膚淺感到無奈，並對彼得堡的貴族生活毫無興趣。
此時，安德烈命中注定參與庫圖佐夫將軍的徵召，出任他的傳令官，將出國跟征戰歐洲的拿破崙軍隊作戰。即將分娩的妻子麗莎和信仰虔誠的妹妹瑪麗雅雖再三勸留，也改變不了他的決心，他期望通過這次戰爭為自己帶來輝煌與榮耀。在出征之前，安德烈把妻子從首都送到了在莫斯科郊外童山居住的父親保爾康斯基公爵那裏，委託父親加以關照。於是他前往前線，在波蘭追上了俄軍總司令庫圖佐夫，總司令派他到聯合縱隊去任職，並受到了嘉獎。
在莫斯科，貴族羅斯托夫（Count Ilya Rostov）共有四位青少年子女。13歲的娜塔莎認為自己愛上了保里斯(Prince Boris Drubetskoy)，一位有志氣而即將入伍的軍官。20歲的長子尼古拉與保里斯相同，即將入伍從軍。尼古拉（Nikolai Rostov）鍾情於長年寄住在羅斯托夫的表妹宋妮雅(Sonya Alexandrovna)，自小就是孤兒的宋妮雅亦專情於尼古拉。長女薇拉（Vera Rostov），略為高傲的個性則與在俄羅斯從軍的德國軍官別爾格相戀。彼嘉（Petya Rostov）是家族最年輕的幼子，希望成年能跟隨尼古拉的腳步從軍。羅斯托夫伯爵則因一直以來家族財務窘境而困擾不已。
俄奧聯軍對法的奧斯特里茨戰役（1805年12月2日）即將爆發，由於在戰前的軍事會議上，主戰的將軍意見主導了俄軍的攻勢，在誤判了法軍的陣線後，俄軍被法軍擊潰。戰役中尼古拉對沙皇亞歷山大的魅力深深著迷，且尼古拉作為少尉在中隊驃騎兵首次嘗試了戰鬥。而安德烈卻在戰役中受傷被俘，在受傷當下對自己先前天真的作戰意識有了重大的改變，且對後來視察俘虜的拿破崙不再抱持原有對其崇拜的思維，相反由瀕臨死亡的體驗產生了一些嚴肅而壯麗的想法。之後安德烈被法軍診斷其傷勢過重不可能活下去而被留下由當地居民照顧。

### 第二卷
1806年年初，尼古拉偕同軍團連長傑尼索夫 (Vasily Dmitrich Denisov)休假而短暫返回莫斯科。娜塔莎已是出落亭亭玉立的年輕姑娘，傑尼索夫愛上娜塔莎向她求婚，卻被娜塔莎婉拒。而羅斯托夫家的財務日漸崩潰，雖然他的母親懇求尼古拉為家族找一個背景良好婚姻，但尼古拉斷然拒絕他母親的請求。他仍遵守承諾與宋妮雅之間的關係。
皮埃爾回到莫斯科，他繼承了別祖霍夫伯爵身後所有的遺產，搖身一變成為莫斯科數一數二的富豪，成為社交界的寵兒。他的親戚華西里公爵早就覬覦別祖霍夫家的財產，本想通過篡改遺囑來謀得，失敗後又處心積慮安排，讓女兒海倫嫁給皮埃爾，但海倫是一位生性放蕩的女子，曾傳言與她兄弟阿納托裡(Prince Anatole Vasilyevich Kuragin)有過亂倫的關係，儘管皮埃爾理性知道這是錯誤的愛情，但他卻無法拒絕這不幸的婚姻。結果華西裡的計謀順利達成。之後皮埃爾發現了妻子與好友陶洛霍夫(Dolokhov)之間的曖昧關係，他與陶洛霍夫進行決鬥，但陶洛霍夫並未回擊，而讓皮埃爾幸運的擊倒對方，事後海倫否認她與陶洛霍夫之間的關係，但皮埃爾無法控制自己的行為而與妻子分居，深陷善惡和生死的困擾之中，在加入共濟會後，受到共濟會教規的薰陶，試圖挽回婚姻。之後皮埃爾亦捲入一些共濟會的相關活動並對共濟會的道德規範努力實踐，一方面想辦法讓自己的道德完美，另一方面則融入這個道德不完美的社會，他也曾試圖解放自己的農奴，但最終卻沒有實現。
安德烈在居民的救治下奇蹟似的康復。癒後的他直奔老家，是日夜晚，妻子麗莎正好產下一名男嬰小尼古拉，但她卻在分娩中死去了。安德烈在戰時啟發的想法在妻子過世後又再次遭受考驗，他沒有返回軍隊而選擇決定留下來經營他的領地。同時間皮埃爾前來探望他，並帶來了道德與上帝的種種議題，雖然意見相左，但安德烈在自己的領地上卻讓農奴過著比皮埃爾的農奴更好的生活。
1807年6月，俄與法在弗里德蘭戰後停戰，短暫的和平生活又再度開始。1809年5月，安德烈為莊園託管一事而去拜訪羅斯托夫伯爵並注意到娜塔莎的存在。1809年8月，安德烈為再次證明自己的存在而不甘只做為一位領主而出發至彼得堡，天真地期望自己制定的軍事法律能夠接近並影響沙皇亞歷山大一世。但在彼得堡期間，貴族間的思想與行徑仍然令安德烈感到不快，但他被天真充滿生命力的年輕小姐娜塔莎深深吸引。但因為童山居住的父親保爾康斯基公爵強烈反對，只好先私下訂婚以一年時間做為二家族折衝的緩衝期，這一年安德烈則至較溫暖的國家休養因戰爭受傷而虛弱的身體並增廣見聞。但是，年輕的娜塔莎無法忍受寂寞與瞭解安德烈公爵的獨特的個性，且經不起皮埃爾之妻海倫的哥哥阿納托裡（Anatole Kuragin）的誘惑，而擅自約定私奔。雖然最終二人並沒有私奔，但此舉讓安德烈與娜塔莎的婚約宣告無效。皮埃爾對海倫，阿納托里與娜塔莎感到不齒，但又矛盾的發現自己對娜塔莎的愛慕之情。娜塔莎因為對自己的行為感到恥辱而企圖自殺並生了重病。

### 第三卷
1812年，娜塔莎的身體在羅斯托夫家族的照顧與對信仰的體悟下漸漸好轉。
1812年6月，拿破崙藉故與俄國再次交戰，他率領法國與其他歐洲國家共組的西歐軍隊入侵俄國，庫圖佐夫臨危受命成為俄軍總司令。在庫圖佐夫整合俄軍後與步步進逼莫斯科的拿破崙軍隊於博罗金诺展開一場規模盛大的會戰。俄軍雖然於博羅金諾戰役奮力一搏，但仍無法扼止拿破崙的攻勢，莫斯科也陷於拿破崙之手。但拿破崙軍隊在入侵莫斯科後軍隊紀律渙散，在莫斯科大量搶奪與燒燬俄國財物，讓俄國人民上下產生對拿破崙與其軍隊同仇敵愾的心理。且博罗金诺一役讓拿破崙軍隊士氣重挫，因為這是第一次拿破崙的軍隊遭受如此頑強的抵抗，也是日後拿破崙帶軍自動撤退逃離莫斯科的主因。
在拿破崙入侵俄國同時，保爾康斯基公爵死於中風，而試圖保護家產的瑪麗雅因尼古拉的及時來到平息了農民的暴動。瑪麗雅堅忍不拔的個性對尼古拉產生了吸引力，不過他仍堅持對宋尼雅承諾而未曾對瑪麗雅表達心意。在拿破崙進入莫斯科前，羅斯托夫家中的彼嘉說服了父母而去從軍。
在拿破崙入侵俄國後，安德烈決心投入戰場中，讓自己的感情與思緒能暫時拋諸腦後。安德烈在博羅金諾的前線中身受重傷，在治療的過程中，於鄰床巧遇曾想誘惑娜塔莎的阿納托裡，阿納托里亦因截肢傷重而痛苦不堪，讓安德烈心中對他產生憐憫和友愛，安德烈的大愛抺去了對阿納托裡的怨恨。但阿納托里並未逃離死神的掌下而死去。

### 第四卷
安德烈在後送的過程中，輾轉被羅斯托夫家用來搬運家產的馬車所運送。而娜塔莎在傷兵中發現了將死的安德烈。她向他謝罪並熱誠看護他，安德烈在娜塔莎未求他原諒時已原諒了她，並在日漸嚴重的傷勢中，接受身體衰弱與即將死亡的事實，安德烈在娜塔莎、妹妹瑪麗雅以及他的兒子小尼古拉的陪伴下，渡過了人生最後幾天而安息。
在拿破崙入侵莫斯科後，皮埃爾對啟示錄的瘋狂執著讓他產生宿命論，在軍隊入城時打扮成農夫，想伺機刺殺拿破崙，但卻在一場莫斯科的火災中被法軍逮捕而成為俘虜。其妻海倫則於鮑羅金諾戰役前夕在彼得堡突然去世。皮埃爾在成為俘虜的過程中，經歷過險象環生的槍決事件並與俄國各種身份的戰俘共處，其中的一位農民普拉東讓他體會到樸實中簡單的美好，這與他在獲得巨大遺產背後衍生出來的問題與困擾背道而馳，也讓皮埃爾最終在人格上有了真正的突破與成長。
在拿破崙的軍隊撤退時，陶洛霍夫與傑尼索夫的游擊部隊正巧攻擊俘虜皮埃爾的法國部隊，在拯救皮埃爾之際，羅斯托夫家的小兒子彼嘉卻不幸戰死在行動中。而彼嘉戰死的消息傳回羅斯托夫家，羅斯托夫公爵夫人情緒幾乎崩潰，娜塔莎感受到母親的悲慟而重新振作，不再沈溺在安德烈死亡的悲傷。之後皮埃爾於莫斯科拜訪安德烈之妹瑪麗雅時巧遇娜塔莎，彼此對安德烈的思念與過去到現在的改變慢慢轉化成吸引對方的情愫。

### 尾聲
1813年皮埃爾與娜塔莎結為夫婦，而羅斯托夫伯爵不久後便逝世，並為羅斯托夫家留下不小的負債，迫使尼古拉掌管債台高築的家產。
在一次瑪麗雅的拜訪後，尼古拉與瑪麗雅發現彼此依然深深吸引著對方，雖然尼古拉對宋尼雅的虧欠與家族的債務讓他不願面對感情，但二人終究還是如願在1814年結婚，組成一個家庭。尼古拉帶著妻子，羅斯托夫伯爵夫人以及宋尼雅定居在童山，且在三年內不變賣任何瑪麗雅的財產而還清了債務。
1820年，皮埃爾與娜塔莎拜訪童山，娜塔莎已然成為一位稱職的母親，在皮埃爾與娜塔莎的長兄尼古拉的對話中，暗示著安德烈的兒子小尼古拉與皮埃爾將會做些什麼，而故事到此亦劃下句點。
作者托爾斯泰在尾聲第二部對歷史的演進與方向有個人的獨特見解，並試圖表明，推動歷史演進的力量並非單由幾位知名的歷史人物所決定，這在他的書本中與工作中，有深刻的表達。這個在歷史背後所推動的力量，他認為是個人自由意識與必然理性因環境、時間與因果關係相互關連所產生的共同匯總結果，托爾斯泰強調歷史的原因無法像學者以對少數歷史名人的論述的決策而推論得之，因為來源仍是由細小的每一人所組成。

## 評價
自稱對文學有「狂戀式的愛情」的托爾斯泰，前後耗費十餘年的光陰，才完成這部劃時代的巨著。
托爾斯泰作品最大的特色便是運用寫實主義和心理分析的手法，在《戰爭與和平》中，人物多達559個，每一個都各有其獨特的個性。
这部使其作者成为“俄国文学真正的雄狮”的小说（据伊万·冈察洛夫所说）一经出版就在广大读者中大获成功，并催生了数十篇评论和分析文章，其中一些 (由德米特里·皮萨列夫 、帕维尔·安南科夫、德拉戈米罗夫和斯特拉霍夫撰写）构成了后来托尔斯泰学者研究的基础。然而，俄罗斯媒体对这部小说的最初反应是冷淡的，大多数评论家无法确定它的分类。自由派报纸 Golos （The Voice，4 月 3 日，第 93 期，1865 年）是最早做出反应的报纸之一。它的匿名评论者提出了一个后来被许多其他人重复的问题：“这是什么？我们应该将其归入哪种类型？..哪些部分是虚构的，哪些是真实的历史？” 
作家兼评论家尼古拉·阿赫沙鲁莫夫（Nikolai Akhsharumov）在 (#6, 1867) 撰文认为，《战争与和平》 “既不是编年史，也不是历史小说”，而是一种融合了多种体裁的文学作品。虽然这种模糊性使得这部小说很难被分类，但它并没有削弱它的巨大价值。安南科夫也赞扬了这部小说，但他也无法确定它的具体分类。 他认为，《战争与和平》是“我们社会很大一部分的文化历史，本世纪初的政治和社会全景”。伊万·屠格涅夫则在为他的法语译本《两个骠骑兵》（1875年在巴黎由 Le Temps 杂志出版）撰写的前言中试图对《战争与和平》进行定义：“它是[社会]史诗，是历史小说，是整个民族生活的广阔图景”。
总的来说，文学左派对《战争与和平》持冷淡态度。他们认为它没有社会批判性，并且热衷于民族团结的理念。正如评论家瓦尔福洛梅·扎伊采夫所说，他们认为它的主要缺陷是“作者无法在他的小说中描绘一种新型的革命知识分子”。德米特里·米纳耶夫、瓦西里·贝尔维-弗拉罗夫斯基和尼古拉·谢尔盖诺夫在于  发表的文章中将这部小说定性为“缺乏现实主义”，并将小说中的人物描述为“残忍粗暴”、“精神错乱”、“道德败坏”并宣扬“停滞哲学”。尽管米哈伊尔·萨尔蒂科夫-谢德林从未公开表达过他对这部小说的看法，但据报道，他在私下谈话中对“这位伯爵对我们的上流社会造成的强烈伤害”表示高兴。德米特里·皮萨列夫在他未完成的文章“古老的俄罗斯绅士”中（ , 《祖国纪事》 , #2, 1868），虽然赞扬了托尔斯泰在描绘上流社会成员时的现实主义，但仍然不满意作者在他看来将旧贵族“理想化”的方式，认为作者表达了对俄罗斯贵族“无意识且相当自然的柔情”。另一方面，保守派媒体和“爱国”作家们（包括 AS Norov 和 PA Vyazemsky）指责托尔斯泰有意歪曲 1812 年的历史，亵渎了“我们父辈的爱国情怀”并嘲笑了俄罗斯贵族。

## 中文譯本
- 《戰爭與和平》，郭沫若譯，上海光明書局，1925年10月
- 《戰爭與和平》，高植譯，上海文化生活，1931年
- 《戰爭與和平》，郭沫若、高地譯，上海駱駝書店，1948年8月
- 《戰爭與和平》，童錫梁譯，臺北世界書局，1957年5月
- 《戰爭與和平》，王元鑫譯，臺北新興書局，1957年5月
- 《戰爭與和平》，逸康節譯，臺北淡江書局，1957年
- 《戰爭與和平》，高植譯，新文藝出版社，1957年
- 《戰爭與和平》，羅娜編譯，臺北東方出版，1958年
- 《戰爭與和平》，顏瑾譯，臺南標準書局，1968年
- 《戰爭與和平》，黃文範譯，臺北遠景出版，1981年3月
- 《戰爭與和平》，紀彩讓譯，臺北志文出版，1985年
- 《戰爭與和平》，李而已譯，廣州市新世紀出版社，1990年
- 《戰爭與和平》，子冉譯，臺北業強出版，1994年
- 《戰爭與和平》，劉遼逸譯，人民文學出版，1997年12月
- 《戰爭與和平》，劉遼逸譯，臺北光復書局，1998年
- 《戰爭與和平》，草嬰譯，臺北貓頭鷹出版，1999年
- 《戰爭與和平》，蕭逢年譯，臺北志文出版，2000年
- 《戰爭與和平》，夏麗譯，上海人民美術出版社，2001年3月
- 《戰爭與和平》，周煜山譯，北京燕山出版社，2001年12月
- 《戰爭與和平》，張捷譯，譯林出版社，2003年1月
- 《戰爭與和平》(托爾斯泰小說全集1-4冊)，草嬰譯，上海文藝出版社，2004年8月
- 《戰爭與和平》，董秋思譯，中國人民大學出版社，2004年
- 《戰爭與和平》，喬振緒譯，漓江出版社，2013年11月
- 《戰爭與和平》，蕭亮譯，臺北風雲時代出版社，2019年3月
- 《戰爭與和平》，婁自良譯，木馬文化出版，2020年1月

## 改編

### 1956年美国版电影
- 片名：War and Peace/Guerra e pace
- 导演：金·维多/King Vidor
- 制片人：迪诺·德·劳伦提斯/Dino De Laurentiis
- 执行监制：卡罗·庞蒂/Carlo Ponti
- 剧本（改编）：Bridget Boland,Robert Westerby,King Vidor,Mario Camerini,Ennio De Concini,Ivo Perilli
- 主演：
  - 奥黛丽·赫本—Audrey Hepburn
  - 亨利·方达—Henry Fonda
  - 梅尔·弗尔/Mel Ferrer—Prince Andrei Bolkonsky
  - 维托里奥·加斯曼/Vittorio Gassman —Anatole
  - 赫伯特·罗姆/Herbert Lom—Napoleon
  - 奥斯卡·霍莫尔卡/Oskar Homolka—Gen. Kutuzov
  - 安妮塔·艾克伯格/Anita Ekberg—Helene
  - 赫尔穆特·丹丁/Helmut Dantine—Dolokhov
  - 托里奥·卡米纳提/Tullio Carminati—Prince Vasili Kuragine
  - 巴里·琼斯/Barry Jones—Count Rostov
- 国家：美国，意大利
- 语言：英语，意大利语
- 公司：派拉蒙
- 成本：600万美圆
- 拍摄日期：1955年7月-1955年10月
- 片长：208分钟
- 上映日期：1956年8月21日(美国)

美国版的本片大幅简化了原著的情节和内涵，论艺术成就不及苏联版，但战争大场面还是拍得相当认真可观。

### 1968年苏联版电影
- 片名：Война и мир
- 导演：谢尔盖·邦达尔丘克/Sergei Bondarchuk
- 剧本：谢尔盖·邦达尔丘克，瓦西里·索洛维约夫
- 主演：
  - 谢尔盖·邦达尔丘克/Sergei Bondarchuk—Pierre Bezukhov
  - 柳德米拉·萨维里耶娃/Lyudmila Savelyeva—Natasha Rostova
  - 维亚切斯拉夫·吉洪诺夫/Vyacheslav Tikhonov—Prince Andrei Bolkonsky
- 原创音乐：Vyacheslav Ovchinnikov
- 摄影：Yu-Lan Chen，Anatoli Petritsky，Aleksandr Shelenkov
- 剪辑：Tatyana Likhachyova
- 艺术指导：Mikhail Bogdanov，Aleksandr Dikhtyar，Said Menyalshchikov，Gennadi Myasnikov
- 布景师：Georgi Koshelev，V. Uvarov
- 服装设计：Vladimir Burmeister，Nadezhda Buzina，Mikhail Chikovani，V. Vavra
- 助理导演：Vladimir Dostal
- 国家：苏联
- 制作公司：Mosfilm
- 语言：俄语，法语
- 片长：403分钟
- 发行：分成四个部分，于1965到1967年间分别上映
- 奖项：
  - 1969年第41届奥斯卡最佳外语片
  - 第26届金球奖最佳外语片
  - 纽约影评人协会最佳外语片
  - 国家评论协会奖最佳外语片
  - 卡罗维发利电影节水晶地球仪奖最佳剧情片

本片為蘇聯因美國版電影的刺激決定拍攝的國策電影，拍摄時間長達五年，並得到苏联军方的大力协助，在拍攝過程中動用了軍隊約12.5萬人，1500匹戰馬，並為了重現博羅金諾戰役的場面製作了數萬套拿破崙戰爭時代的軍服與上百門道具大砲，是世界影史上动用临时演员最多的影片之一。

### 2016年英國版迷你影集
- 片名：War and Peace
- 导演：Tom Harper
- 剧本(改编)：Andrew Davies, Leo Tolstoy
- 主演：
- 语言：英语
- 公司：BBC

## 外部連結
- Aylmer Maude翻译的英语版War and Peace （页面存档备份，存于）
- English translation at gutenberg （页面存档备份，存于）
- IMDB War & Peace （页面存档备份，存于）
- IMDB Voyna i mir （页面存档备份，存于）
- IMDB "War & Peace" （页面存档备份，存于）